# Шинејд О’Конор
Шинејд О’Конор (енгл. Sinéad O'Connor; Даблин, 8. децембар 1966 — Лондон, 26. јул 2023) била је ирска певачица.
Најпознатија по хит песми Nothing Compares 2 U. Била је у вези са певачем Питером Гејбријелом.

## Дискографија
- The Lion and the Cobra (1987)[3]
- I Do Not Want What I Haven't Got (1990)
- Am I Not Your Girl? (1992)
- Universal Mother (1994)
- Faith and Courage (2000)
- Sean-Nós Nua (2002)
- Throw Down Your Arms (2005)
- Theology (2007)
- How About I Be Me (and You Be You)? (2012)
- I'm Not Bossy, I'm the Boss (2014)